# Absolutnie fantastyczne
Absolutnie fantastyczne (ang. Absolutely Fabulous) – wielokrotnie nagradzany, uznany przez krytykę i widzów brytyjski serial komediowy nadawany początkowo przez BBC Two, a od 1994 r. przez bardziej popularną BBC One. Miała powstać amerykańska wersja serialu, jednak projekt został porzucony. W Polsce emisja odbyła się m.in. na kanale BBC Entertainment oraz TVN 7

## Obsada

### Główne postacie
- Jennifer Saunders – Edina Monsoon (wszystkie 39 odcinków)[1]
- Julia Sawalha – Saffron Monsoon, córka Ediny (39)
- June Whitfield – pani Monsoon, matka Ediny (36)
- Joanna Lumley – Patsy Stone, przyjaciółka Ediny (39)
- Jane Horrocks – Bubble/Katy Grin/Lola (32)

### Postacie epizodyczne
- Christopher Ryan – Marshall Turtle, były ojczym Saffron i były mąż Ediny (11 odcinków)
- Mo Gaffney – Bo Turtle, żona Marshalla (11)
- Christopher Malcolm – Justin, ojciec Saffron i były mąż Ediny (11)
- Gary Beadle – Oliver, chłopak Justina (3)
- Helen Lederer – Catriona, koleżanka z pracy Patsy (14)
- Harriet Thorpe – Fleur, koleżanka z pracy Patsy (13)
- Naoko Mori – Sarah, koleżanka Saffron ze studiów (12)
- Kathy Burke – Magda, była szefowa Patsy (5)
- Tilly Blackwood – Lady Candida De Denison-Bender (4)
- Felix Dexter – John Johnston, ojciec dziecka Saffron (4)
- Celia Imrie – Claudia Bing, główny Rywal Ediny na rynku Public Relations (2)
- Eleanor Bron – pani Stone, matka Patsy i Jackie (3)
- Kate O’Mara – Jackie Stone, siostra Patsy (2)
- Miranda Richardson – Bettina (2)
- Patrick Barlow – Max (2)
- Dora Bryan – Millie/Dolly (2)
- Llewella Gideon – pielęgniarka/kosmetyczka/kosmetyczka opalająca (4)
- Lulu – jako ona sama (4)
- Marianne Faithfull – bóg (3)
- Emma Bunton – jako ona sama (3)
- Tom Hollander – Paolo (2)
- Mossie Smith – Diane/flossie (2)
- Twiggy – jako ona sama (2)

### Polska wersja
- Wersja polska: Master Film[potrzebny przypis]
 Reżyseria:
- Małgorzata Boratyńska
- Ewa Kania
- Miriam Aleksandrowicz
 Dialogi:
- Joanna Klimkiewicz
- Dariusz Dunowski

W rolach głównych:
- Marzena Trybała – Patsy Stone
- Dorota Stalińska – Edina Monsoon

## Lista odcinków
| N/o                   | Angielski tytuł                         | Polski tytuł                       |
| --------------------- | --------------------------------------- | ---------------------------------- |
| SERIA PIERWSZA        |                                         |                                    |
| 1-1                   | Fashion                                 | Pokaz mody                         |
| 1-2                   | Fat                                     | Grubaska                           |
| 1-3                   | France                                  | Tydzień w Prowansji                |
| 1-4                   | Iso Tank                                | Komora medytacyjna                 |
| 1-5                   | Birthday                                | Urodziny                           |
| 1-6                   | Magazine                                | Magazyn                            |
| SERIA DRUGA           |                                         |                                    |
| 2-1                   | Hospital                                | Szpital                            |
| 2-2                   | Death                                   | Śmierć                             |
| 2-3                   | Morocco                                 | Maroko                             |
| 2-4                   | New Best Friend                         | Nowy najlepszy przyjaciel          |
| 2-5                   | Poor                                    | Bieda                              |
| 2-6                   | Birth                                   | Narodziny                          |
| SERIA TRZECIA         |                                         |                                    |
| 3-1                   | Door Handle                             | Klamka                             |
| 3-2                   | Happy New Year                          | Szczęśliwego Nowego Roku           |
| 3-3                   | Sex                                     | Seks                               |
| 3-4                   | Jealous                                 | Zazdrosna                          |
| 3-5                   | Fear                                    | Strach                             |
| 3-6                   | The End                                 | Koniec                             |
| 3-Odcinek specjalny 1 | The Last Shout I                        | Ostatni okrzyk I                   |
| 3-Odcinek specjalny 2 | The Last Shout II                       | Ostatni okrzyk II                  |
| SERIA CZWARTA         |                                         |                                    |
| 4-1                   | Parralox                                | Parralox                           |
| 4-2                   | Fish Farm                               | Gospodarstwo rybne                 |
| 4-3                   | Paris                                   | Paryż                              |
| 4-4                   | Donkey                                  | Osiołek                            |
| 4-5                   | Small Opening                           | Kameralna premiera                 |
| 4-6                   | Menopause                               | Menopauza                          |
| 4- Odcinek specjalny  | Gay (Odcinek Świąteczny) New York       | Nowy Jork                          |
| SERIA PIĄTA           |                                         |                                    |
| 5-1                   | Cleanin                                 | Sprzątanie                         |
| 5-2                   | Book Clubbin                            | Klub książki                       |
| 5-3                   | Panickin                                | Panika                             |
| 5-4                   | Huntin' Shootin' Fishin                 | Polowanie, strzelanie, wędkowanie  |
| 5-5                   | Birthin                                 | Narodziny                          |
| 5-6                   | Schmoozin                               | Pogaduszki                         |
| 5-7                   | Exploitin                               | Wykorzystywanie                    |
| 5-Odcinek Specjalny 1 | Drinkin (Christmas Special) Cold Turkey | Zimny Indyk (Odcinek świąteczny)   |
| 5-Odcinek Specjalny 2 | White Box (Christmas Special)           | Białe pudełko (Odcinek świąteczny) |
| 5-Odcinek Specjalny 3 | Comic Relief Special                    | Pomoc komediowa                    |

## Piosenka z czołówki
Utwór słyszany w trakcie napisów, to napisana przez Boba Dylana i Ricka Danko piosenka pt."This Wheel's on Fire", wykonana przez Julie Driscoll i Adriana Edmondsona

## Lokalizacja zdjęć
Zdjęcia do serialu kręcono w Londynie w Wielkiej Brytanii, jednakże kilkakrotnie wraz z podróżami głównych bohaterek ekipa filmowa przemieszczała się do: Nowego Jorku w USA, Paryża we Francji, Rabatu w Maroku oraz Szwajcarii.